# 第59回ブルーリボン賞 (鉄道)

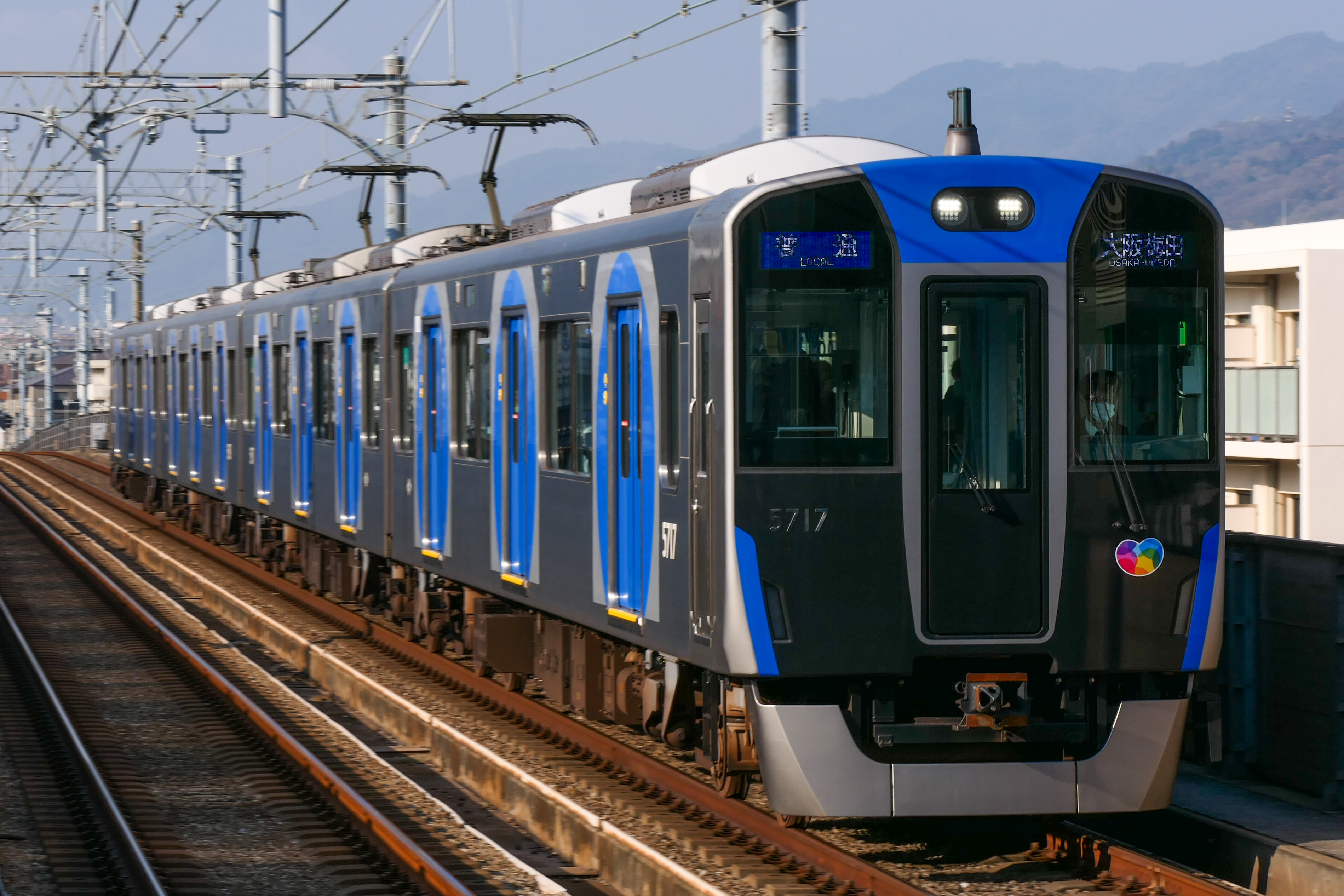
第59回ブルーリボン賞
阪神電気鉄道5700系電車

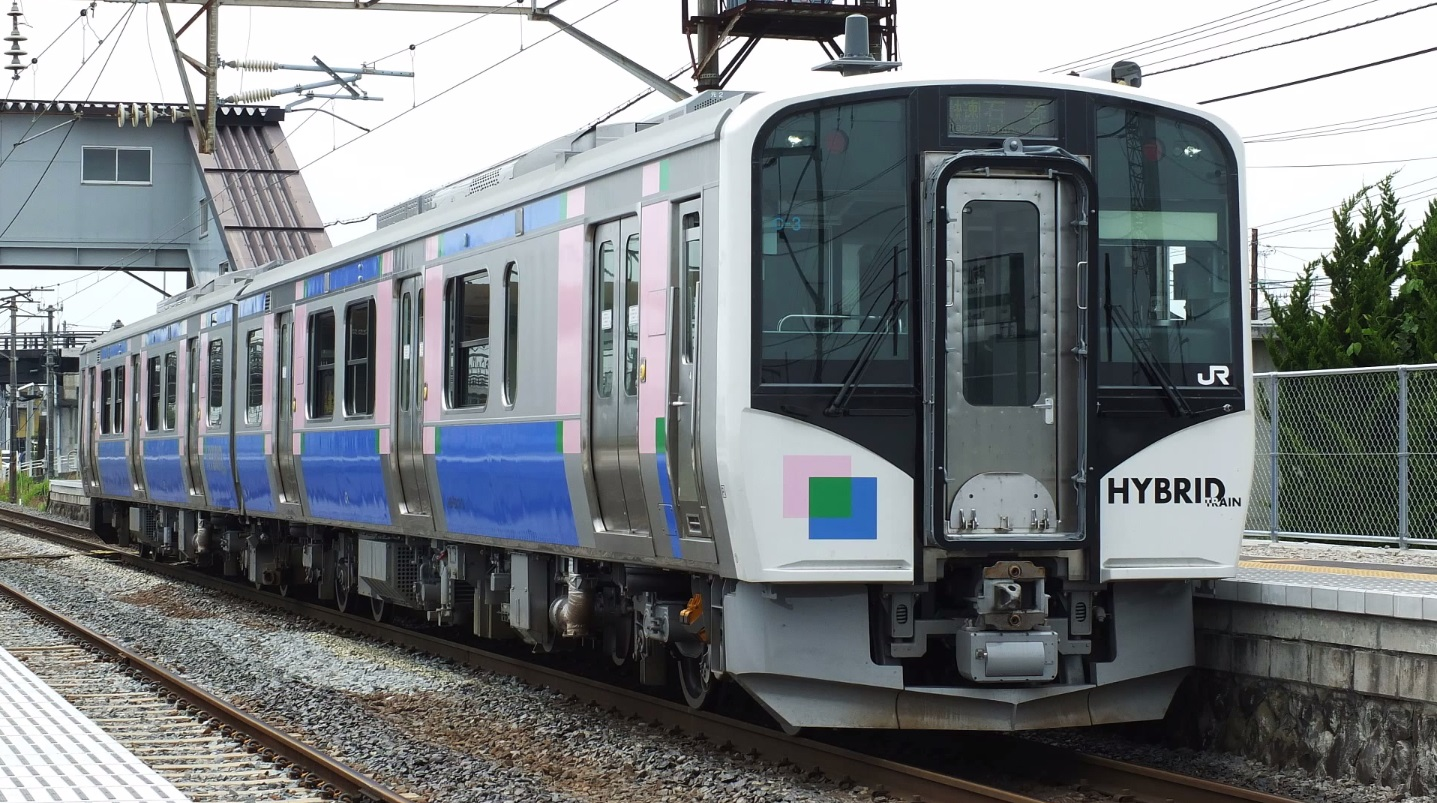
第56回ローレル賞
東日本旅客鉄道HB-E210系気動車

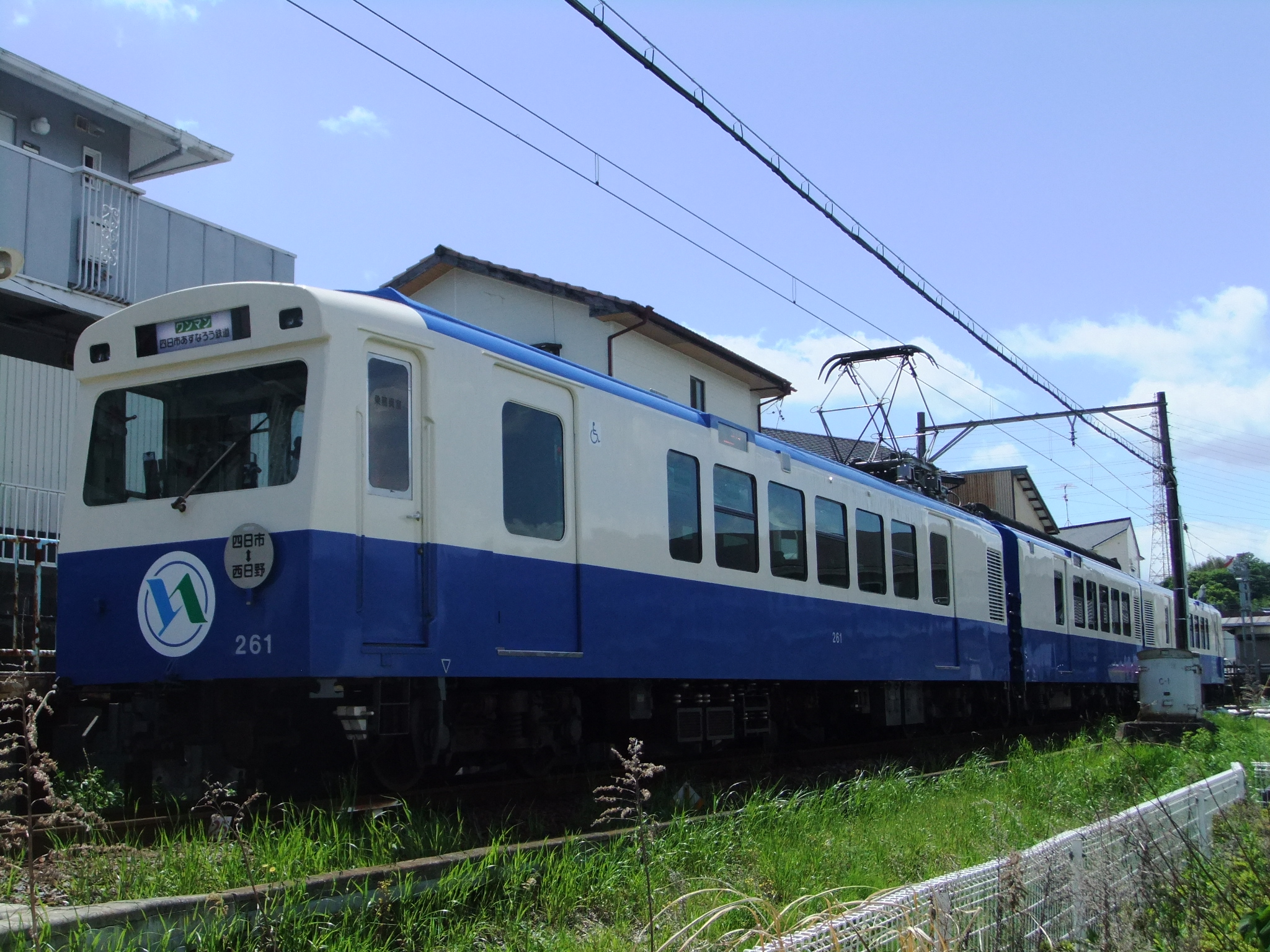
第56回ローレル賞
四日市あすなろう鉄道新260系電車

第59回ブルーリボン賞（だい59かいブルーリボンしょう）は、2016年に鉄道友の会が選定したブルーリボン賞である。本項では、第56回ローレル賞（だい56かいローレルしょう）についても併せて記す。

## 概要
日本国内で使用する鉄道・軌道車両のうち、2015年1月1日から12月31日までの間に日本国内で営業運転に就いた新形式車両またはそれとみなせる車両で、候補車両決定の時点で現に営業をしていることを概ねの要件とする選定候補車両14車種のなかから、ブルーリボン賞1形式、ローレル賞2形式が選定された。
なお、ブルーリボン賞は、通常は最高得票の車両が選定されるが、この回では選考委員会での審議の結果、第2位の阪神5700系電車が最も優秀と認められ選定された。

## 選定車両

### ブルーリボン賞
- 阪神電気鉄道 5700系電車
  - 有効投票総数2936票のうち第2位の394票から逆転で選定[1]。最高得票はJR東日本HB-E210系気動車の434票[1]。

### ローレル賞
- 東日本旅客鉄道 HB-E210系気動車
- 四日市あすなろう鉄道 新260系電車

## 候補車両
鉄道友の会ブルーリボン賞・ローレル賞選考委員会が、候補車両とした14車種。
| 会社名               | 車両形式                     |
| -------------------- | ---------------------------- |
| 札幌市交通局         | 9000形電車                   |
| 仙台市交通局         | 2000系電車                   |
| 埼玉新都市交通       | 2020系電車                   |
| 東日本旅客鉄道       | 719系700番台電車             |
| 東日本旅客鉄道       | HB-E210系気動車              |
| 東京都交通局         | 330形電車                    |
| 大山観光電鉄         | 101・102客車                 |
| 四日市あすなろう鉄道 | 新260系電車                  |
| 西日本旅客鉄道       | 227系電車                    |
| 西日本旅客鉄道       | キハ48形気動車「花嫁のれん」 |
| 阪神電気鉄道         | 5700系電車                   |
| 九州旅客鉄道         | 305系電車                    |
| 九州旅客鉄道         | キロシ47形気動車             |
| 熊本電気鉄道         | 01形電車                     |